# Ernst August van Brunswijk-Lüneburg
Ernst August hertog van Brunswijk-Lüneburg (Herzberg am Harz, 20 november 1629 — Herrenhausen-Stöcken, Hannover, 23 januari 1698) was van 1662 tot 1698 prins-bisschop van Osnabrück, van 1679 tot 1692 vorst van Calenberg en daarna tot zijn dood de eerste keurvorst van Hannover. Hij was de jongste zoon van hertog George van Brunswijk-Calenberg en Anna Eleonora van Hessen-Darmstadt, een dochter van landgraaf Lodewijk V.
Hij huwde op 30 september 1658 met Sophia van de Palts, dochter van Frederik V van de Palts en kleindochter van Jacobus I van Engeland. Uit dit huwelijk werden tien kinderen geboren. Zij was geïnteresseerd in filosofie, en onderhield goede contacten met Gottfried Wilhelm Leibniz. Hij was verzot op opera en verkeerde vaak in Venetië in gezelschap van zijn dochter Sophie Charlotte.
In 1662 werd hij door zijn familie uitverkoren wereldlijk bisschop van Osnabrück te worden. Hij nam in 1675 evenals zijn broer George Willem persoonlijk deel aan de veldtocht tegen Frankrijk. In 1676 nam hij met stadhouder Willem III van Oranje deel aan de mislukte poging om Maastricht te heroveren. Na de dood van zijn oudere broer Johan Frederik (1679) kwam hij aan de macht in Calenberg. Onder hevige protesten van zijn jongere zoons voerde hij in 1682 het eerstgeboorterecht in.
Hij steunde keizer Leopold I door het zenden van troepen in de strijd tegen de Fransen, Turken en Hongaren. Als dank werd hij in 1692 tot keurvorst verheven, waartegen enkele rijksvorsten zich echter nog een tijd verzetten. Hij regeerde op strenge wijze, slechts in kerkelijke zaken gaf hij de voorkeur aan een mildere richting. Daarnaast was hij bekend als beschermheer van Gottfried Wilhelm Leibniz, die als geschiedschrijver aan zijn hof werkzaam was.
Zijn echtgenote werd door de Act of Settlement in 1701 erfgename van de Britse troon. Hierdoor werd zijn zoon en opvolger George Lodewijk, die alle landen van het Huis Brunswijk-Lüneburg onder zich verenigde, in 1714 tevens koning van Groot-Brittannië.

## Kinderen
Ernst August verwekte bij Sophie tien kinderen, van wie er zeven de volwassen leeftijd bereikten:
- George Lodewijk (1660-1727), keurvorst van Hannover, koning van Groot-Brittannië
- Frederik August (1661-1690), gesneuveld in de strijd tegen de Turken
- Maximiliaan Willem (1666-1726), keizerlijk veldmaarschalk
- Sophie Charlotte (1668-1705), gehuwd met Frederik I van Pruisen, bewoonde in Berlijn het naar haar genoemde slot Charlottenburg
- Karel Filips (1669-1690), gesneuveld in de strijd tegen de Turken
- Christiaan Hendrik (1671-1703), verdronken in de Donau tijdens de veldtocht tegen de Fransen
- Ernst August (1674-1728), hertog van York en Albany

Daarnaast had hij een onwettig kind bij Clara Elisabeth von Meyersburg:
- Sophia von Platen-Hallermund (1675-1725)

## Voorouders
| Voorouders van Ernst August van Brunswijk-Lüneburg | Voorouders van Ernst August van Brunswijk-Lüneburg                                               | Voorouders van Ernst August van Brunswijk-Lüneburg                                               | Voorouders van Ernst August van Brunswijk-Lüneburg                                               | Voorouders van Ernst August van Brunswijk-Lüneburg                                               | Voorouders van Ernst August van Brunswijk-Lüneburg                                               | Voorouders van Ernst August van Brunswijk-Lüneburg                                               | Voorouders van Ernst August van Brunswijk-Lüneburg                                               | Voorouders van Ernst August van Brunswijk-Lüneburg                                               |
| -------------------------------------------------- | ------------------------------------------------------------------------------------------------ | ------------------------------------------------------------------------------------------------ | ------------------------------------------------------------------------------------------------ | ------------------------------------------------------------------------------------------------ | ------------------------------------------------------------------------------------------------ | ------------------------------------------------------------------------------------------------ | ------------------------------------------------------------------------------------------------ | ------------------------------------------------------------------------------------------------ |
| Overgrootouders                                    | Ernst I van Brunswijk-Lüneburg (1497-1546) ∞ 1561 Sophia van Mecklenburg-Schwerin (1508-1541)    | Ernst I van Brunswijk-Lüneburg (1497-1546) ∞ 1561 Sophia van Mecklenburg-Schwerin (1508-1541)    | Christiaan III van Denemarken (1503-1559) ∞ 1598 Dorothea van Saksen-Lauenburg (1511-1571)       | Christiaan III van Denemarken (1503-1559) ∞ 1598 Dorothea van Saksen-Lauenburg (1511-1571)       | George I van Hessen-Darmstadt (1547-1596) ∞ 1593 Magdalena van Lippe (1552-1587)                 | George I van Hessen-Darmstadt (1547-1596) ∞ 1593 Magdalena van Lippe (1552-1587)                 | Johan Georg van Brandenburg (1525-1598) ∞ 1589 Elisabeth van Anhalt (1563-1607)                  | Johan Georg van Brandenburg (1525-1598) ∞ 1589 Elisabeth van Anhalt (1563-1607)                  |
| Grootouders                                        | Willem V van Brunswijk-Lüneburg (1535-1592) ∞ 1561 Dorothea van Oldenburg (1546-1617)            | Willem V van Brunswijk-Lüneburg (1535-1592) ∞ 1561 Dorothea van Oldenburg (1546-1617)            | Willem V van Brunswijk-Lüneburg (1535-1592) ∞ 1561 Dorothea van Oldenburg (1546-1617)            | Willem V van Brunswijk-Lüneburg (1535-1592) ∞ 1561 Dorothea van Oldenburg (1546-1617)            | Lodewijk V van Hessen-Darmstadt (1577-1626) ∞ 1598 Magdalena van Brandenburg (1582-1616)         | Lodewijk V van Hessen-Darmstadt (1577-1626) ∞ 1598 Magdalena van Brandenburg (1582-1616)         | Lodewijk V van Hessen-Darmstadt (1577-1626) ∞ 1598 Magdalena van Brandenburg (1582-1616)         | Lodewijk V van Hessen-Darmstadt (1577-1626) ∞ 1598 Magdalena van Brandenburg (1582-1616)         |
| Ouders                                             | George van Brunswijk-Calenberg (1582-1641) ∞ 1625 Anna Eleonora van Hessen-Darmstadt (1601-1659) | George van Brunswijk-Calenberg (1582-1641) ∞ 1625 Anna Eleonora van Hessen-Darmstadt (1601-1659) | George van Brunswijk-Calenberg (1582-1641) ∞ 1625 Anna Eleonora van Hessen-Darmstadt (1601-1659) | George van Brunswijk-Calenberg (1582-1641) ∞ 1625 Anna Eleonora van Hessen-Darmstadt (1601-1659) | George van Brunswijk-Calenberg (1582-1641) ∞ 1625 Anna Eleonora van Hessen-Darmstadt (1601-1659) | George van Brunswijk-Calenberg (1582-1641) ∞ 1625 Anna Eleonora van Hessen-Darmstadt (1601-1659) | George van Brunswijk-Calenberg (1582-1641) ∞ 1625 Anna Eleonora van Hessen-Darmstadt (1601-1659) | George van Brunswijk-Calenberg (1582-1641) ∞ 1625 Anna Eleonora van Hessen-Darmstadt (1601-1659) |
| Ernst August van Brunswijk-Lüneburg (1629-1698)    |                                                                                                  |                                                                                                  |                                                                                                  |                                                                                                  |                                                                                                  |                                                                                                  |                                                                                                  |                                                                                                  |

- Gemeinsame Normdatei: 101052677
- International Standard Name Identifier: 0000 0000 2732 2473
- Library of Congress Control Number: n88009431
- Istituto Centrale per il Catalogo Unico: MUSV082724
- LIBRIS: 209341
- Système universitaire de documentation: 163704376
- Virtual International Authority File: 59444874
- WorldCat: E39PBJyWYtVbvkX8jHcGWqDQbd